# نوئل باریونوئوو
نوئل باریونوئوو (اسپانیایی: Noel Barrionuevo‎؛ زادهٔ ۱۶ مهٔ ۱۹۸۴) بازیکن هاکی روی چمن اهل آرژانتین است.